# Distretto di Jajpur
Il distretto di Jajpur è un distretto dell'Orissa, in India, di 1 622 868 abitanti. Il suo capoluogo è Jajpur.